# Skattesagskommissionen
Skattesagskommissionen var en undersøgelseskommission nedsat i december 2011, der skulle undersøge, i hvilket omfang personer uden for SKAT København var involveret i SKAT Københavns behandling af daværende statsminister Helle Thorning-Schmidts mand Stephen Kinnocks skattesag, herunder korrespondance mv. med ombudsmanden, og i hvilket omfang der blev videregivet fortrolige oplysninger. Det var en udløber af Helle Thorning-Schmidts skattesag.
Kommissionen konkluderede samlet set, at departementschef Peter Loft i strid med skatteforvaltningsloven var involveret i behandlingen af Kinnocks skattesag, at to embedsmænd har brudt deres tavshedspligt, at der har været en alvorlig lækage til pressen en uge før folketingsvalget 2011, og at der blev afgivet urigtige oplysninger til Folketingets Ombudsmand..Peter Loft måtte fratræde sin stilling som departementschef i forbindelse med undersøgelseskommissionen.
Kommissionen lagde modsat forhenværende skatteminister Troels Lund Poulsens egne vidneforklaringer til grund, at Peter Loft løbende orienterede Troels Lund Poulsen om møderne med SKAT København og behandlingen af Stephen Kinnocks skattesag, men finder at det ikke kan bevises, at Troels Lund Poulsen har søgt at få afgørelsen omgjort. Endvidere finder Kommissionen, at Troels Lund Poulsen har videregivet personlige oplysninger fra skattesagen om Stephen Kinnocks seksuelle orientering til sin spindoktor Peter Arnfeldt og senere til sine to ministersekretærer. Peter Arnfeldt var ved kommissionsafgørelsen fratrådt sin stilling i Skatteministeriet, og der kunne derfor ikke tages stilling til et eventuelt disciplinært ansvar, ligesom forældelsesfristen var overskredet. Kommissionen har dog ikke fundet nok beviser for, at det kan lægges til grund, at han har lækket agterskrivelsen til B.T. Under kommissionens undersøgelse havde det ikke været muligt at fastslå, hvem der, eventuelt gennem mellemled, havde videregivet agterskrivelsen til B.T.

## Baggrund om Thornings skattesag

### BT's anklager om manglende skattebetaling
23. juni 2010 udkom B.T. med forsiderubrikken "Scorer kassen i skattely". Artiklen handlede om, at Helle Thorning-Schmidts mand, Stephen Kinnock, ikke havde betalt skat i Danmark i 2009, men derimod i Schweiz, hvor han har boet i hverdagene grundet sit arbejde. Kinnock er engelsk statsborger. Helle Thorning-Schmidt og hendes mand valgte derfor for at få sagen vurderet ved at indlevere en selvangivelse for 2009 og bede SKAT om at afgøre, om parret havde fulgt reglerne.

### Afgørelse
Den 16. september 2010 udleverede SKAT København en agterskrivelse til Helle Thorning-Schmidts mand, Stephen Kinnocks vedrørende skatteforholdene for årene 2007-2009. Agterskrivelsen lagde til grund, at Stephen Kinnock ikke var skattepligtig til Danmark, og at Stephen Kinnock derfor ikke forbrød sig mod reglerne sådan som B.T. havde skrevet.
Samtidig betød afgørelsen at der i perioden 2000-2008 fejlagtigt var sket overførsel af negativ skattepligtig indkomst og skatteværdi af personfradrag mv. fra Stephen Kinnock til Helle Thorning-Schmidts årsopgørelser med den virkning, at Helle Thorning-Schmidts egen skatteansættelse havde været for lav for de pågældende år. Fejlen var ifølge SKAT ikke Helle Thorning-Schmidts fejl, men SKAT's egen fejl. Det fremgik endvidere af agterskrivelsen at Stephen Kinnock i den pågældende periode selvangav sig selv som fuldt skattepligtig til Danmark (printselvangivelser).

### Lækage af afgørelsen tilB.T.
Noget tid efter frifindelsen blev den 9 sider lange afgørelse fra SKAT lækket til avisen B.T. Helle Thorning-Schmidt havde ikke ønsket at offentliggøre hele dokumentet med henvisning til, at det indeholdt personfølsomme oplysninger. Ifølge B.T. indeholdt redegørelsen den nyhed, at Helle Thorning-Schmidt i 9 år i træk havde anvendt uberettigede skattefradrag i perioden fra 2000 til 2008, hvilket senere bekræftedes af Skattesagskommissionens rapport samt Helle Thorning-Schmidts egen offentliggørelse af agterskrivelsen til Stephen Kinnock. Af afgørelsen fremgik det, at SKAT ændrede Helle Thorning-Schmidts årsopgørelse for de tre år fra 2006 til 2008, mens tilbagebetalingskravet var forældet for den resterende periode på 6 år fra 2000 til 2005. Dette skyldtes fristreglerne i skatteforvaltningslovens § 27 om forældelse, hvorfor SKAT ikke kunne genoptage skatteansættelserne for årene 2000-2005 og kræve beløbet tilbagebetalt. Fejlen var ifølge SKAT ikke Helle Thorning-Schmidts fejl, men SKAT's egen fejl.
BT har nægtet at give Skattesagskommissionen oplysninger om lækagen og avisens kilder. Men Berlingske har afsløret, at Thornings skatteafgørelse blev bragt ind på BT's redaktion nøjagtigt en uge før, der blev udskrevet folketingsvalg i 2011, hvorfor den er blevet set som et af den moderne Danmarkshistories største forsøg på at påvirke et demokratisk valg.
Skattesagskommissionen afgjorde 1. november 2012, at journalister og redaktører påB.T.er fri for at vidne om kilden til publiceringen af SKATs afgørelse om Stephen Kinnocks skatteforhold. I forbindelse med beslutningen blev der henvist til Menneskerettighedsdomstolens praksis om pressens ytringsfrihed og ret til kildebeskyttelse efter artikel 10 i Den Europæiske Menneskerettighedskonvention. Det gælder også den skrivelse, der viser, at Helle Thorning-Schmidt havde negativ skattepligtig indkomst og skatteværdi af personfradrag fra Stephen Kinnock, der samtidig undlod at betale skat i Danmark.
Et flertal på to af de tre medlemmer af Skattesagskommissionen lagde til grund, at kilden har villet offentliggøre forhold af samfundsmæssig betydning. Landsdommer Lars E. Andersen lagde vægt på beløbenes størrelse, og at Helle Thorning på tidspunktet for offentliggørelse var både partiformand og statsministerkandidat:
| Citat                        | — Jeg lægger til grund, at den skete overførsel af negativ skattepligtig indkomst og skatteværdi af personfradrag mv. beroede på tekniske beregningsmæssige forhold, men at overførslerne fremgik af årsopgørelserne for de seks år, at Helle Thorning-Schmidt ikke fik bragt disse overførsler til ophør, og at hun herved har betalt ikke ubetydelige beløb for lidt i skat for de enkelte år. På tidspunktet for offentliggørelsen af afgørelsen var Helle Thorning-Schmidt partiformand og statsministerkandidat. Under disse omstændigheder finder jeg, at det må antages, at kilden eller kilderne til BT’s artikel har villet afdække forhold, hvis offentliggørelse var af samfundsmæssig betydning. I perioden inden offentliggørelsen af agterskrivelsen havde Helle Thorning-Schmidt som partileder og statsministerkandidat løbende deltaget i en politisk debat om skattetrykket. I forbindelse med denne debat havde hun givet udtryk for det synspunkt, at de højeste indkomster burde bære de største byrder, ligesom hun havde argumenteret for, at et højt velfærdsniveau forudsatte et højt skattetryk. Endvidere havde familien Thorning-Schmidt og Kinnocks skatteforhold været genstand for en endog meget betydelig offentlig debat. | Citat |
| Landsdommer Lars E. Andersen | |       |

| Citat                             | — Det må efter min mening lægges til grund, at hensigten med at offentliggøre oplysninger fra agterskrivelsen var at vise, at en ledende politiker ikke selv levede op til de idealer, hun forfægtede. Oplysningerne indgik som led i en politisk debat og blev videregivet i nær forbindelse med en forestående valgkamp. Offentliggørelse af oplysningerne fra agterskrivelsen har efter min opfattelse samfundsmæssig betydning, allerede fordi den vil kunne påvirke den pågældende politikers omdømme og ultimativt stemmeadfærden. | Citat |
| Professor, dr. jur., Niels Fenger | |       |

### Mulig påvirkning af Skats afgørelse
Da videregivelse af personlige skatteoplysninger er i strid med tavshedspligten, bad den nytiltrådte skatteminister Thor Møger Pedersen om en redegørelse om sagen hos Skatteministeriets departementschef Peter Loft og SKAT Københavns direktør, Erling Andersen. Redegørelserne fra toplederne i SKAT var modsætningsfyldte og uklare og skabte mistanke om, at daværende skatteminister Troels Lund Poulsen og dennes departementschef, Peter Loft, muligvis havde forsøgt at påvirke og ændre afgørelsen af Helle Thorning Schmidts skattesag mhp. at få hende kendt skyldig.

### Andre skattesager
Parallelt med Thorning-Schmidt-Kinnock-sagen havde SKAT flere lignende sager med international beskatning hvor personer delvist boede i Danmark. De var opstået som følge af "Projekt Kreditkort", hvor SKAT benyttede kreditkortoplysninger til at undersøge udlandsdanskeres ophold i Danmark.
Blandt sagerne der kom til offentlighedens kendskab var en dom over den professionelle golfspiller Søren Hansen og fotomodellen Camilla Vest og hendes mand.
Disse sager indgik ikke i kommissoriet,
men indgik i den bredere offentlige debat.

## Oprettelse af kommissionen

### Nedsættelse af skattesagskommissionen
På baggrund af ovenstående nedsatte justitsminister Morten Bødskov den 21. december 2011 Skattesagskommissionen.
Kommissionen skulle undersøge to særlige forhold:
1. undersøge, om ministre, deres spindoktorer eller embedsmænd har forsøgt at påvirke behandlingen og afgørelsen af skattesagen med henblik på at skade Helle Thorning-Schmidt og hendes muligheder for at blive statsminister. Her skal kommissionen særligt se på møder og udveksling af notater og mails mellem Skatteministeriet og SKAT København i periode fra juni 2010, hvor spørgsmålet om Stephen Kinnocks skattepligt blev rejst i medier og frem til afgørelsen af skattesagen i september 2010. I den periode var Venstres Troels Lund Poulsen skatteminister, Peter Loft departementschef i Skatteministeriet og Erling Andersen direktør i SKAT København.
2. forsøge skulle forsøge at afklare, hvem der har videregivet fortrolige oplysninger fra Helle Thorning-Schmidts skattesag til B.T. og forsøgt at videregive dem til Ekstra Bladet. Ifølge Ekstra Bladet selv var det Troels Lund Poulsens daværende spindoktor Peter Arnfeldt.

### Skattesagskommissionens udredningsarbejde
På baggrund af den beskrevne undersøgelse og redegørelse skal undersøgelseskommissionen foretage retlige vurderinger til belysning af, om der foreligger grundlag for, at det offentlige søger nogen draget til ansvar. Undersøgelseskommissionen skal endvidere komme med forslag til sådanne ændringer af love, administrative bestemmelser eller administrativ praksis, som undersøgelsen kan begrunde.
De foreløbige undersøgelser i kommissionen har bl.a. vist, at Skatteministeriet fulgte Thornings sag meget tæt, til trods for at Skat København selvstændigt skulle beslutte udfaldet. 
Det er kommet frem under kommissionens høringer, at flere skattechefer videregav et personligt rygte om Stephen Kinnock. Det er også kommet frem, at både Peter Loft fra Skatteministeriet og Erling Andersen fra Skat København nedtonede over for Folketingets Ombudsmand, hvor tæt Skatteministeriet havde fulgt Thornings skattesag. 
Det vakte stor opsigt i dagspressen, da kommissionen på et internt møde den 23. september 2013 besluttede af udsætte de kommende vidneafhøringer med begrundelsen, at den havde modtaget et anonymt brev, der muligvis kunne belyse sagen. Brevet blev overdraget til Københavns Politi med henblik på at opspore afsenderen.  Vidnernes bisiddere blev under tavshedspligt gjort bekendt med indholdet, men alligevel blev indholdet offentliggjort, blandt andet i Berlingske Tidende. Dette medførte, at kommissionen anmeldte sagen til politiet med henblik på en afklaring af, om en eller flere bisiddere havde overtrådt deres tavshedspligt. 

### Skattesagskommissionen sammensætning
Kommissionen består af tre medlemmer med landsdommer Lars E. Andersen som formand. Han er fritaget for sit arbejde i Vestre Landsret, mens arbejdet foregår. De to andre medlemmer er skatteadvokat Martin Simonsen, der er udpeget af Advokatsamfundet, og professor, dr.jur. Niels Fenger, Københavns Universitet, der har særlig indsigt i spørgsmål om offentlig ret. Udspørger for kommissionen bliver advokat Lars Kjeldsen, der blandt andet var forsvarer for den svindeldømte Stein Bagger.
Kommissionen skal være færdig den 11. marts 2014, men den kan bede om yderligere tid, hvis den ikke kan nå at blive færdig til tiden. Kommissionen har fået frie hænder til at indkalde vidner og udvælge de papirer, som kommissionen ønsker inddraget i undersøgelsen.

## Konklusion
Kommissionen konkluderede samlet set, at en embedsmand er gået for tæt på behandlingen af den konkrete skattesag, at to embedsmænd har brudt deres tavshedspligt, at der har været en alvorlig lækage til pressen, og at der er afgivet urigtige oplysninger til Folketingets Ombudsmand.

### Peter Loft
Kommissionen fandt, at Peter Loft efter en samlet vurdering havde involveret sig i SKAT Københavns behandling af sagen på en måde, der stred mod kompetencereglen i skatteforvaltningslovens § 14, stk. 1.
Kommissionen fandt, at Peter Loft var ganske vedholdende med hensyn til sit ønske om, at få indført sine egne håndskrevne formuleringer i SKAT Københavns agterskrivelse til Stephen Kinnock, og han var i øvrigt "rimelig stålfast" om, at agterskrivelsen ikke måtte udleveres, inden han var kommet hjem fra en tjenesterejse til udlandet.
Loft havde som anført videregivet oplysningen om Stephen Kinnocks seksuelle orientering til Troels Lund Poulsen, og to af kommissionens tre medlemmer finder, at denne videregivelse var uberettiget, idet Troels Lund Poulsen ikke havde saglig interesse i oplysningen.
Grundet sin involvering i skattesagen blev Peter Loft i 2012 fritaget for tjeneste, og han blev i februar 2021 folketingskandidat for Liberal Alliance.

### Peter Arnfeldt
Troels Lund Poulsens spindoktor var ved kommissionsafgørelsen fratrådt sin stilling i Skatteministeriet, og kunne derfor ikke tages stilling til et eventuelt disciplinært ansvar, ligesom forældelsesfristen var overskredet. Kommissionen finder dog ikke, at det kan bevises, at han har lækket agterskrivelsen til B.T. En journalist på EB vidnede for kommissionen, at han blev tilbudt oplysninger fra skattesagen af Peter Anfeldt, men dette benægtede Peter Arnfeld, og da Kommissionen ikke kunne finde andre beviser, kunne den altså ikke lægge til grund at han var lækket. Under kommissionens undersøgelse har det i øvrigt ikke været muligt at fastslå, hvem der, eventuelt gennem mellemled, har videregivet agterskrivelsen til B.T.

### Troels Lund Poulsen
Kommissionen lægger modsat Troels Lund Poulsens egne vidneforklaringer til grund, at Peter Loft løbende har orienteret Troels Lund Poulsen om møderne med SKAT København og behandlingen af Stephen Kinnocks skattesag.
Kommissionen finder dog, at det ikke kan bevises, at Troels Lund Poulsen har søgt at få afgørelsen omgjort. Endvidere finder Kommissionen, at Troels Lund Poulsen har videregivet personlige oplysninger om Stephen Kinnocks seksuelle orientering til sin særlige rådgiver Peter Arnfeldt og senere til sine to ministersekretærer.

### Erling Andersen
Erling Andersen har efter reglerne i persondataloven været uberettiget til at videregive oplysningen om Stephen Kinnocks seksuelle orientering til Peter Loft, idet videregivelsen af oplysningen ikke har været nødvendig for sagens afgørelse.

### Ombudsmandssagerne
Kommissionen lagde til grund, at SKAT København og Koncerncentret havde afgivet urigtige oplysninger til Folketingets ombudsmand om udvekslede dokumenter og mødernes indhold. På baggrund af formuleringen af kommissoriet på dette punkt tog ger kommissionen ikke stilling til, om nogen kunne gøres ansvarlig herfor.